# Maud Angelica Behn
Maud Angelica Behn (Oslo, 29 april 2003) is het oudste kind van prinses Märtha Louise van Noorwegen en de Noorse schrijver Ari Behn.

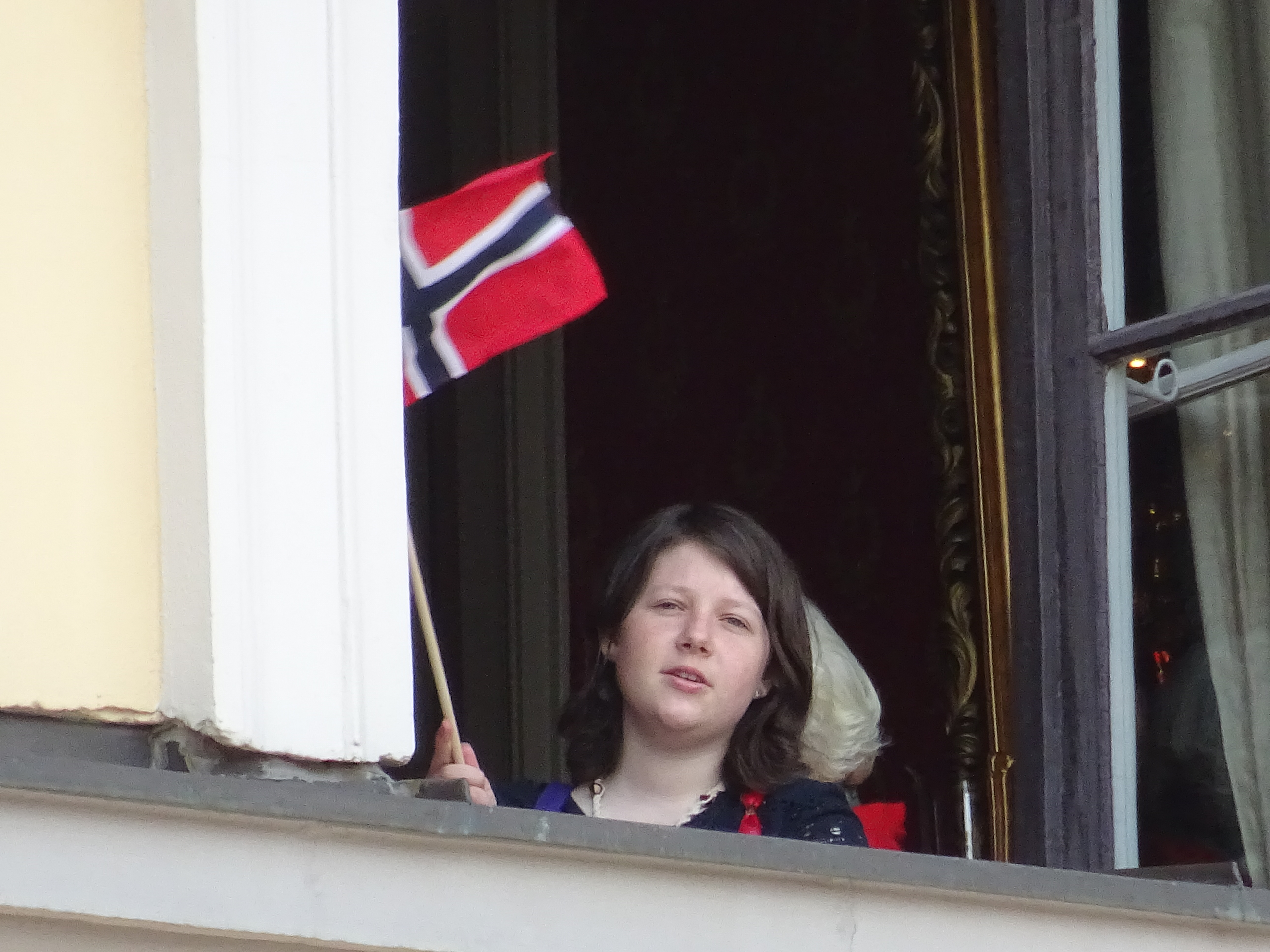
Maud Angelica Behn (2018)

## Biografie
Maud Behn werd geboren in het Rikshospitalet (Rijkshospitaal) te Oslo. Ze werd op 16 juni 2003 in het koninklijk paleis van Oslo gedoopt. Haar peetouders zijn: koning Harald V, kroonprins Haakon Magnus, prinses Alexandra zu Sayn-Wittgenstein-Berleburg, Anja Sabrina Bjørshol, Marianne Ulrichsen, Kåre Conradi en Trond Giske.
Sinds 2005 is Maud de 5e in de lijn van de Noorse troonopvolging, na haar oom, kroonprins Haakon Magnus, prinses Ingrid, prins Sverre Magnus, en haar moeder, Märtha Louise.
Maud staat in de lijn van de Britse troonopvolging op nummer 65. Ze is vernoemd naar haar overgrootmoeder koningin Maud van Noorwegen, de jongste dochter van de Britse koning Eduard VII.
Maud heeft twee zusjes, Leah Isadora Behn en Emma Tallulah Behn.